# Iomus platanus
Iomus platanus är en mångfotingart som beskrevs av Cook 1911. Iomus platanus ingår i släktet Iomus och familjen fingerdubbelfotingar. Inga underarter finns listade i Catalogue of Life.